# 日南市立榎原中学校
日南市立榎原中学校（にちなんしりつ よわらちゅうがっこう）は、宮崎県日南市南郷町榎原甲にある公立中学校。

## 概要
- 生徒数 23名（2024年度）

## 沿革
- 1947年4月30日 - 学校設立認可。
- 1947年5月8日 - 榎原村立榎原中学校として開校。
  - 1学年1学級、2学年2学級、3学年2学級の計5学級で発足。
- 1948年8月30日 - 大窪分校開設。
- 1950年2月28日 - 大窪分校設立許可（実施日は4月1日）。
- 1951年9月13日 - 校舎移転。
- 1956年4月1日 - 榎原村分離及び、橋ノ口地区・大窪地区の一部の南郷町への編入により、南郷町立榎原中学校に改称。
  - 大窪分校が日南市立大窪中学校として独立（1982年に細田中学校へ統合）。
- 1957年5月1日 - 給食開始。
- 1957年11月20日 - 校歌制定。
- 1961年2月16日 - 学校林設置（榎原小学校より譲渡）。
- 1990年4月29日 - 新校舎起工式挙行。
- 1991年2月28日 - 新校舎竣工式挙行。
- 2009年3月30日 - 日南市との合併により、日南市立榎原中学校に改称。

## 部活動
- バレーボール部
- 音楽部

## 通学区域
- 榎原小学校校区

## アクセス
- 最寄り駅 JR九州日南線榎原駅